# Lenguas basaa
Las lenguas basaa son un grupo filogenético de las lenguas bantúes codificadas como subgrupo A40 en la clasificación de Guthrie. Según Nurse y Philippson (2003), las de este subgrupo que no forman parte de las lenguas mbam forman juntas el grupo filogenético de las lenguas basaa:
Basaa–Kogo (Bakoko), Rombi (barombi)–Bankon.
El hijuk queda como no lengua no-clasificada del subgrupo A50 en Guthrie, aunque Ethnologue considera que es muy similar al basaa.

## Comparación léxica
Los numerales para diferentes grupos de lenguas basaa son:
| GLOSA | Bakoko  | Bankon                 | Barombi | Basaa   | PROTO- BASAA |
| ----- | ------- | ---------------------- | ------- | ------- | ------------ |
| '1'   | já      | (i)yǎ                  | tʃǎ     | -ádá    | *i-ʣǎ (?)    |
| '2'   | bíɓàà   | (bi)ɓá                 | ɓáà     | -ɓáà    | * bi-ɓâː     |
| '3'   | bíhàà   | (bi)íyâ                | bjáá    | -áâ     | *bi-hâː      |
| '4'   | bínáà   | (bi)nân                | bínâɲ   | -nâ     | *bi-ɲâɲ      |
| '5'   | bítáàn  | (bi)tán                | bítán   | -tân    | *tâːn        |
| '6'   | bísámáà | (bi)sámà               | bísámà  | -sámàl  | *bí-sámà     |
| '7'   | ǹzàmúwá | (bi)sámbɔ̀k / ndʒààmbwɛ́ | nʤàmbwɛ́ | -sâmbɔ́k | *n-ʣâmbɔ́k    |
| '8'   | ŋ̀mwààm  | (bi)ɟwɛ̂m               | ŋwàmb   | ʤʷɛ̀m    | *n-ɟwàm      |
| '9'   | èbùù    | (bi)nâm                | kìɓòó   | ɓǒ      | *ɓǒː         |
| '10'  | ʤòóm    | iɓǒm                   | ǹlǒŋ    | ʤǒm     | *ʤǒm         |
Las vocales dobles representan voclaes largas, mientras que los acentos indican tonos.